# Hymn Mali
Pour l'Afrique et pour toi, Mali to hymn państwowy Mali, wprowadzony urzędowo 9 sierpnia 1962. Słowa w języku francuskim ułożył Zejdu Badian (Seydou Badian Kouyaté), poeta i pisarz, ówczesny minister rolnictwa, natomiast melodię opracował Banzoumana Sissoko.
Oprócz tekstu francuskiego, istnieje także wersja hymnu w języku bambara.
| Tekst francuski À ton appel, Mali, Pour ta prospérité Fidèle à ton destin Nous serons tous unis, Un peuple, un but, une foi. Pour une Afrique unie Si l'ennemi découvre son front Au dedans ou au dehors Debout sur les remparts Nous sommes résolus de mourir. Refren: Pour l'Afrique et pour toi, Mali, Notre drapeau sera liberté. Pour l'Afrique et pour toi Mali Notre combat sera unité. Ô Mali d'aujourd'hui Ô Mali de demain Les champs fleurissent d'espérance Les cœurs vibrent de confiance | Tłumaczenie polskie Na twoje wezwanie, Mali, dla twej pomyślności, wiernej twemu przeznaczeniu będziemy zupełnie zjednoczeni, jeden naród, jeden cel, jedna wiara. Dla zjednoczonej Afryki, jeśli wróg odsłoni front na wewnątrz lub na zewnątrz, stojąc na szańcach, jesteśmy zdecydowani na śmierć. Refren: Za Afrykę i za ciebie, Mali, Sztandarem naszym będzie wolność, Za Afrykę i za ciebie, Mali, Nasza walka będzie jednością. O, Mali dzisiejsze, O, Mali jutra, Pola kwitną nadzieją, Serca drżą z ufności. |

Debout villes et campagnes
Debout femmes, jeunes et vieux
Pour la patrie en marche
Vers l'avenir radieux
Pour notre dignité
Renforçons bien nos rangs
Pour le salut public
Forgeons le bien commun
Ensemble au coude à coude
Faisons le sentier du bonheur.
Refren
La voie est dure très dure
Qui mène au bonheur commun
Courage et devouement
Vigilence à tout moment
Vérité des temps anciens
Vérité de tous les jours
Le bonheur par le labeur
Fera le Mali de demain.
Refren
L'Afrique se lève enfin
Saluons ce jour nouveau
Saluons la liberté
Marchons vers l'unité
Dignité retrouvé
Soutient notre combat
Fidèle à notre serment
De faire l'Afrique unie
Ensemble debout mes frères
Tous au rendez-vous de l'honneur.